# حركة الكفاءة
حركة الكفاءة (بالإنجليزية: Efficiency movement)‏ كانت حركة رئيسية في الولايات المتحدة وبريطانيا ودول صناعية أخرى في أوائل القرن العشرين سعت إلى تحديد وإزالة الهدر في جميع مجالات الاقتصاد والمجتمع، وتطوير أفضل الممارسات وتنفيذها. غطى المفهوم التحسين الميكانيكي والاقتصادي والاجتماعي والشخصي. وعد السعي لتحقيق الكفاءة بإدارة فعالة وديناميكية تكافأ بالنمو.
نتيجة لتأثير أحد المؤيدين الأوائل، يُعرف هذا غالبًا باسم التيلورية.